# Lhota nad Rohanovem
Lhota nad Rohanovem (také Lhůta) je vesnice, část obce Vacov v okrese Prachatice v Jihočeském kraji. Nachází se asi tři kilometry západně od Vacova. Je zde evidováno 56 adres. V roce 2011 zde trvale žilo 37 obyvatel.
Lhota nad Rohanovem je také název katastrálního území o rozloze 4,67 km². V katastrálním území Lhota nad Rohanovem leží i Milíkov.

## Historie
První písemná zmínka o vesnici pochází z roku 1544.

## Obyvatelstvo
| Rok            | 1869 | 1880 | 1890 | 1900 | 1910 | 1921 | 1930 | 1950 | 1961 | 1970 | 1980 | 1991 | 2001 | 2011 | 2021 |
| -------------- | ---- | ---- | ---- | ---- | ---- | ---- | ---- | ---- | ---- | ---- | ---- | ---- | ---- | ---- | ---- |
| Počet obyvatel | 190  | 241  | 296  | 296  | 332  | 300  | 238  | 177  | 163  | 108  | 82   | 59   | 56   | 37   | 40   |
| Počet domů     | 25   | 28   | 39   | 39   | 44   | 44   | 45   | 50   | 48   | 40   | 38   | 47   | 51   | 57   | 59   |

## Obecní správa
Při sčítání lidu v letech 1850–1920 Lhota nad Rohanovem byla osadou obce Vlkonice v okrese Strakonice. V letech 1921–1971 byla samostatnou obcí, se kterým patřila nejprve do okresu Strakonice, ale v roce 1950 v okrese Vimperk a od roku 1960 v okrese Prachatice. Od 26. listopadu 1971 je částí obce Vacov v okrese Prachatice, kdy se konaly obecní volby. V letech 1921–1971 k obci patřil Milíkov.